# New York Knicks 1947-1948
La stagione 1947-48 dei New York Knicks fu la 2ª nella BAA per la franchigia.
I New York Knicks arrivarono secondi nella Eastern Division con un record di 26-22. Nei play-off persero 2-1 nel primo turno con i Baltimore Bullets.

## Roster
| N° | Naz.                   | Ruolo | Sportivo              | Anno | Alt. | Peso |
| -- | ---------------------- | ----- | --------------------- | ---- | ---- | ---- |
| 4  | Stati Uniti (bandiera) | GA    | Carl Braun            | 1927 | 196  | 82   |
| 5  | Stati Uniti (bandiera) | A     | Paul Noel             | 1924 | 193  | 84   |
| 6  | Stati Uniti (bandiera) | G     | Sid Tanenbaum         | 1925 | 183  | 73   |
| 7  | Stati Uniti (bandiera) | GA    | Stan Stutz            | 1920 | 178  | 77   |
| 8  | Stati Uniti (bandiera) | G     | Sonny Hertzberg       | 1922 | 178  | 79   |
| 9  | Stati Uniti (bandiera) | G     | Leo Gottlieb          | 1920 | 180  | 82   |
| 11 | Stati Uniti (bandiera) | C     | Dick Holub            | 1921 | 198  | 93   |
| 13 | Stati Uniti (bandiera) | A     | Ray Kuka              | 1922 | 191  | 91   |
| 14 | Stati Uniti (bandiera) | GA    | Tommy Byrnes          | 1923 | 191  | 79   |
| 15 | Stati Uniti (bandiera) | G     | Wat Misaka            | 1923 | 170  | 68   |
| 16 | Stati Uniti (bandiera) | AC    | Bud Palmer            | 1921 | 193  | 82   |
| 17 | Stati Uniti (bandiera) | GA    | Butch van Breda Kolff | 1922 | 191  | 84   |
| 19 | Stati Uniti (bandiera) | C     | Lee Knorek            | 1921 | 201  | 98   |

## Staff tecnico
- Allenatore: Joe Lapchick